# 게토레이
게토레이(영어: Gatorade 게이터레이드[*])는 펩시코의 부서인 퀘이커 오츠를 통해, Stokely-Van Camp사가 시장에 내 놓은 탄산이 없는 스포츠 드링크이다. 원래 운동 선수들을 위해 고안되었으나, 지금은 간편히 사 먹을 수 있는 음료로 자리잡았다.
이 음료는 특히 따뜻한 날씨에 에어로빅 운동을 하는 동안 탄수화물, 전해질(나트륨, 칼륨 염분)을 재수화하고 보충하기 위해 만들어졌다.

## 역사
게토레이는 플로리다 대학교 의료진인 로버트 케이드, 해리 제임스 프리, 다나 셔스가 1965년 학교 미식축구 팀을 위해 만들었다. 게토레이라는 이름은 학교의 마스코트로 악어(alligator)에서 유래한 "앨버트 게이터"를 따서 만든 것이다. 1967년 플로리다 대학교 미식축구 팀이 오렌지볼 대회에서 우승하면서 유명해졌다. 대한민국에는 1987년 제일제당에서 도입하여 생산, 판매하기 시작했으며, 제일제당이 음료 사업부를 롯데칠성음료에 매각하여 2001년부터는 롯데칠성음료에서 생산했으며, 2020년부터는 한국펩시콜라에서 판매하고 있다.
2007년부터 G2라는 이온음료를 제조, 판매하기 시작했다. 칼로리가 1/2 밖에 되지 않아서 붙여진 이름이다. 대한민국에서도 2010년 출시, 생산 및 판매한 바 있다.

## 브랜드 상징 변천사
|                 |
| 1973년 ~ 2009년 |

|               |
| 2009년 ~ 현재 |

## 명칭 표기
게토레이의 미국 현지 발음은 게이터레이드[ɡèitəréid]에 가까우나, 대한민국에서는 제일제당 음료사업부문이 1987년 이 음료수를 도입하면서 게토레이로 상표등록을 하였고, 현재 한국에서는 게이터레이드보다 게토레이라는 이름이 정착, 통용되고 있다.

## 판매 제품
- 그린애플
- 레몬
- 블루 볼트
- 오렌지
- 화이트 스플래시
- 시트러스 쿨러(판매 중단)
- 트로피칼 후르츠(판매 중단)
- 아이스(판매 중단)
- 오렌지 자몽(판매 중단)
- 레드 버스트(판매 중단)
- 액티브(판매 중단)
- 챌린지(판매 중단)
- 프로(판매 중단)
- 그린(판매 중단)
- 레드(판매 중단)
- G2(판매 중단)

## 같이 보기
- 스포츠 음료
- 롯데칠성음료
- 2% 부족할때
- 포카리 스웨트
- 파워에이드
- 아쿠아리우스